# Улица Константина Федина
У́лица Константи́на Фе́дина (название с 17 октября 1977 года) — улица в Восточном административном округе города Москвы на территории района Северное Измайлово.

## История
Улица получила своё название 17 октября 1977 года в честь советского писателя К. А. Федина (1892—1977).

## Расположение
Улица Константина Федина начинается восточнее 5-й Парковой улицы и проходит на восток, с юга к ней примыкает 7-я Парковая улица, улица Константина Федина пересекает 9-ю Парковую улицу и проходит до 11-й Парковой улицы. Нумерация домов начинается от 5-й Парковой улицы.

## Примечательные здания и сооружения
По чётной стороне:
- д. 2, к. 1 — библиотека № 116;
- д. 14 — школа № 1718.

24 декабря 2015 года рядом с домом № 6 был открыт памятный знак воинам-интернационалистам, участвовавшим в Афганской войне. Знак представляет собой камень весом около 5,5 тонны, на котором закреплена мемориальная доска с надписью «Посвящается жителям района Северное Измайлово, выполнявшим интернациональный долг в Республике Афганистан» (всего из Северного Измайлова в Афганистан ушло воевать 111 воинов, шестеро из которых погибли).

## Транспорт

### Наземный транспорт
По улице Константина Федина не проходят маршруты наземного общественного транспорта. На 9-й Парковой улице, у пересечения с улицей Константина Федина, расположены остановки «Универмаг „Первомайский“» (южнее улицы Константина Федина) и «Метро „Щёлковская“» (севернее улицы Константина Федина) автобусов 223, 257, 645, С7, н3.

### Метро
- Станция метро «Щёлковская» Арбатско-Покровской линии — севернее улицы, на пересечении Щёлковского шоссе с 9-й Парковой и Уральской улицами.